# Синдром Шмидта
Синдро́м Шми́дта (аутоиммунный полигландулярный синдром типа 2, синдром полигландулярной недостаточности типа 2, тиреоадренокортикальная недостаточность, англ. Schmidt's syndrome) — включает недостаточность надпочечников, лимфоцитарный тиреоидит, гипопаратиреоз и недостаточность половых желез в любом сочетании этих симптомов друг с другом; также возможен сахарный диабет первого типа. Синдром назван в честь Schmidt A., впервые описавшего данный симптомокомплекс в 1926 году. Является наиболее распространённым типом синдрома полигландулярной недостаточности. Чаще болеют женщины (75% всех случаев).

## Этиология и патогенез
Большинство случаев заболевания — спорадические, хотя существуют сообщения о поражении нескольких членов одной семьи, что указывает на генетическую природу патологии (аутосомно-рецессивный тип наследования). Эндокринные нарушения, характерные для синдрома Шмидта связывают с наличием антигенов HLA, особенно HLA-B8, HLA-DW3, HLA-BW35 и с генетически обусловленным дефицитом супрессорных T-лимфоцитов, что ведёт к недостаточности супрессии синтеза антител.

## Клиническая картина
Первые признаки эндокринопатии проявляются, как правило, в зрелом возрасте. Клинические признаки настолько разнообразны, что имитируют пангипопитуитаризм (истинная гипофизарная недостаточность встречается редко):
- усиленная пигментация кожи и слизистых оболочек,
- астения и адинамия,
- сухость кожи,
- гипотензия,
- обмороки,
- анорексия,
- исчезновение либидо (полового влечения),
- импотенция,
- снижение скорости основного обмена,
- зябкость,
- полидипсия,
- полиурия.

Сопутствующие заболевания: спру, витилиго, злокачественная миастения, чистая аплазия эритроцитов и антителоопосредованная недостаточность иммуноглобулина А.

## Диагностика
Лабораторная диагностика:
- низкий уровень гормонов в крови,
- наличие антител к клеткам одного или нескольких эндокринных органов.

## Лечение
Проводится симптоматическая заместительная гормональная терапия.